# Fantasma 3
Fantasma 3 es un grupo español de indie pop formado en 2006. Se puede considerar lo que se llama un «supergrupo», pues sus miembros son músicos provenientes de otras formaciones que concibieron Fastasma 3 como un proyecto paralelo. Sus componentes son Sergio Vinadé (de Tachenko, y antes en El Niño Gusano), Julio de la Rosa (con su proyecto personal De la Rosa, y antes en El Hombre Burbuja) y Pau Roca (en La Habitación Roja).
Su único disco hasta el momento es Los amores ridículos, aparecido el 27 de noviembre de 2006 en el sello Limbo Starr.